# Ерто е Касо
Ерто е Касо (итал. Erto e Casso) је насеље у Италији у округу Порденоне, региону Фурланија-Јулијска крајина.
Према процени из 2011. у насељу је живело 328 становника. Насеље се налази на надморској висини од 823 м.

## Становништво
| 1936. | 1951. | 1961. | 1971. | 1981. | 1991. | 2001. | 2011. |
| ----- | ----- | ----- | ----- | ----- | ----- | ----- | ----- |
| 868   | 967   | 842   | 748   | 556   | 405   | 424   | 387   |